# Battle Arena Toshinden
Battle Arena Toshinden (jap. バトルアリーナ闘神伝) ist eine 3D-Fighting-Game-Spieleserie, deren erster Titel von dem Spieleentwickler Takara 1994 für PlayStation und DOS veröffentlicht wurde.

## Geschichte
Battle Arena Toshinden war 1995 ein Verkaufsschlager. Die Machart des Spiels war für ein Fighting Game sehr innovativ. Nachdem der Konkurrent Namco bereits 1996 eine Fortsetzung von Tekken auf den Markt gebracht hatte, musste man bei Takara nachziehen, um nicht ins Hintertreffen zu geraten. Noch im selben Jahr wurde daher die Fortsetzung Battle Arena Toshinden 2 veröffentlicht, diese fand jedoch vor allem auf dem deutschen Markt wenig Absatz.
Die Grafik konnte nicht an die von Tekken 2 heranreichen und auch die Spielbarkeit des Konkurrenten stieß in der Fan-Gemeinde auf höhere Begeisterung.
1999 erschien mit Battle Arena Toshinden 3, der technisch stark weiterentwickelte dritte Teil der Serie.
Nach anfänglichen Erfolgen dieses dritten Teils zeichnete sich aber noch im selben Jahr mit dem neuen Spiel des Konkurrenten Namco Tekken 3 ein klares Ende der Videospielserie Takaras ab. Tekken wurde durch die potentiellen Käufer als technisch überlegenes Programm besser angenommen.
Im Jahr 2000 erschien mit Battle Arena Toshinden 4 der letzte PlayStation-Ableger der Serie. Das Spiel war hierfür nochmals grafisch verbessert worden, dennoch wurde es auf dem europäischen Markt kaum noch wahrgenommen. Ende 2000 wurde die PlayStation 2 mit Tekken Tag Tournament als einem Starttitel auf den Markt gebracht, was das endgültige Ende für die Battle-Arena-Toshinden-Serie bedeutete. Es folgten keinerlei weitere Auskopplungen der Serie.

## Faszination Waffenkampf
Der wesentliche Unterschied von Battle Arena Toshinden zu anderen Fighting Games wie Tekken sind die Waffen. Jeder Charakter besitzt eine andere Waffe, die ihm diverse Vor- und Nachteile verleiht. Insbesondere die Vielfalt der Waffen war für damalige Verhältnisse außergewöhnlich. Das verfügbare Spektrum reichte vom Breitschwert, über den Stab, bis hin zur Peitsche. Dieses Konzept fand man später vor allem bei Spielen wie Soul Blade (org. Soul Edge) wieder. Ebenfalls ein Novum auf dem Spielemarkt waren diverse Special-Attacks, die mit Hilfe der Waffen ausgeführt werden. So gab es z. B. Feuerbälle, Energiewellen oder Plasmakugeln, die aus den Waffen abgegeben werden. Dieses Konzept des Waffenzweikampfes bildete die wesentliche Grundlage der gesamten Serie. Da die Serie auf die explizite Darstellung von Blut verzichtete, war sie von Jugendschutzgesetzen im Wesentlichen nicht betroffen, was sie von Konkurrenzprodukten unterschied.

## Spielprinzip
Die vier Teile von Battle Arena Toshinden entwickeln ihren Reiz insbesondere durch ihre abwechslungsreichen Charaktere und die technisch aufwändigen Lichteffekte. Aufbau und Struktur der Handlung des ersten Teils waren dabei noch relativ gradlinig und boten neben den acht Standardcharakteren noch drei weitere Bonuscharaktere.
Bei der PlayStation-Version gab es einige Probleme, da sie keinen Zugang zu einer Memory Card hatte und somit Spielstände nicht gespeichert werden konnten. Da der zweite Endgegner, Sho Shinjo nur nach jeweils acht Kampfrunden in allen Kämpfen bis zum Bossgegner freigespielt werden konnte, war dies sehr problematisch und zeitaufwendig. Deswegen kritisierten Spieler, dass sie diesen Charakter auf der PlayStation höchst selten spielen konnten. Der zweite geheime Endgegner, Chaos konnte gar nicht freigespielt werden, obwohl sich sogar seine Stage-Musik auf der CD befand. Versionen für Sega Saturn oder den PC weisen diesen Fehler nicht auf.
Teil 2 verfügte bereits über eine Speicherfunktion und hatte wesentlich mehr Charaktere zur Verfügung. Spielerisch unterschied er sich nur unwesentlich vom Vorgänger, auch wenn die Special-Move Liste etwas erweitert wurde. Trotz diverser Fehler, bildet wohl Teil 2, zusammen mit Teil 3, den Höhepunkt der Serie.
Teil 3 war der spielerische Höhepunkt der Serie. Mehr als 32 Charaktere, sehr viele, verschiedene Moves und eine starke Dynamik zeichneten dieses Spiel aus. Es war schnell, farbenfroh und bot für seine Zeit eines der besten Render-Intros. Auch der Soundtrack war für damalige Verhältnisse von hoher Qualität.
Die Handlung von Teil 4 spielte einige Zeit nach Teil 3. Spieler beurteilten das Spiel, im Gegensatz zu seinem Vorgänger, als nicht sehr anspruchsvoll und beklagten eine fehlende Langzeitmotivation. Ähnlich wie bei Teil 2 war die Anzahl der Charaktere wieder relativ gering. Jedoch gab es eine spielerische Neuerung, den Kampf 3-gegen-3. So konnte man wie im Tag-Team nacheinander mit drei Charakteren antreten, um die gegnerischen Horden zu besiegen. Ansonsten gab es einige Minispiele, jedoch nichts, was das Spiel gegenüber dem Vorgänger wirklich verbesserte.

## Story und Charaktere
Der Haupthandlungsstrang der Serie handelt von den Erlebnissen des japanischen Schwertkämpfers Eiji Shinjo und dessen Rivalität mit seinem Bruder Sho Shinjo und seinem Konkurrenten Kayin Amoh.
Sho war stets der stärkere Spielcharakter, was sich auch im Spiel bemerkbar macht. Der ebenfalls mit einem Schwert kämpfende Kayin, sucht seine Adoptivtochter Naru Amoh.
In ihrem ersten Turnier stehen sie einem sehr starken Gegner gegenüber, welcher mit einer noch größeren Klinge kämpft: Der groß gewachsene, grauhaarige Schwertkämpfer Gaia trägt zu Beginn der Serie noch eine insektenartige Rüstung und verbirgt seine untere Gesichtshälfte mit einer Maske und trägt zur Befriedigung seines Ehrgeizes das Toshinden Turnier aus.
Sho versteckt sich hingegen im Hintergrund und versucht die Fäden zu ziehen, während Kayin auch später noch seine Tochter sucht. Diese wurde entführt und kämpft in der dritten Auflage des Turniers als kleines Mädchen sogar mit.
Später erscheint ein neuer Gegner: Vermilion. Dieser ist ein orangehaariger, dünner Kerl mit Brille und schwarzen Mantel. Seine Waffen sind Pistolen. Er erweist sich als neue Bedrohung für Eiji und die anderen "guten" Charaktere des Spiels. Hinter Vermilion steht hierbei ein weiterer Mann, der sich Abel nennt und über besondere Fähigkeiten verfügt. Später kämpft Naru Amoh als junge Frau mit Subaru Shinjo dem Sohn Eijis an ihrer Seite für das Gute. Doch auch Vermilion lebt noch und ist machtbesessener denn je. Er hat sich mit einigen gottgleichen Spielcharakteren sehr gute Unterstützung für seinen letzten Kampf gesucht, wird jedoch auch diesmal scheitern. Ein weiterer Teil der Handlung ist die Enthüllung, dass Eiji der Veranstalter des vierten Toshinden ist, sich jedoch inzwischen sehr verändert hat.

## Charaktere
Die wichtigsten Charaktere der Serie:
- Eiji Shinjo – Waffe: Katana (Samurai-Schwert)
- Kayin Amoh – Waffe: Claymore Schwert (Einhänder)
- Ellis – Waffe: Dolche
- Sofia – Waffe: Peitsche
- Fo – Waffe: Metallklauen
- Rungo – Waffe: Steinkeule
- Mondo – Waffe: Stab
- Duke – Waffe: Schwert (Zweihänder)
- Naru Amoh – Waffe: Kayin's Schwert
- Abel  – Waffe: Keine
- Veil  – Waffe: Keine
- Sho Shinjo – Waffe: Katana
- Vermilion – Waffe: Pistolen
- Gaia  – Waffe: Gigantisches Breitschwert
- Chaos – Waffe: Sense

## Weitere Auskopplungen der Spielserie
Neben diversen Soundtracks existiert auch eine Anime-Serie zu Battle Arena Toshinden. Diese beleuchtet vor allem die Beziehungen zwischen Eiji, Kayin, Gaia und Sho. Sie ist noch nicht auf Deutsch erhältlich, man kann sie jedoch importieren.